# Muntanyes Dângrêk

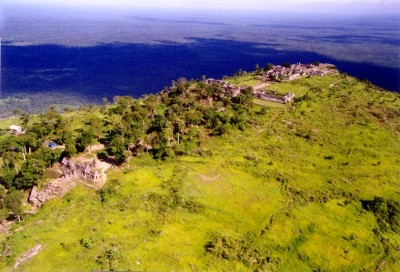
L'àrea del temple de Preah Vihear, situat a la falda d'una de les muntanyes.

Les muntanyes Dângrêk (Khmer: ជួរភ្នំដងរែក, Chuor Phnom Dângrêk; tailandès: ทิวเขาพนมดงรัก, Thio Khao Phanom Dong Rak, IPA-th tʰiw kʰǎw pʰanom doŋ rák; laosià: Sayphou Damlek), traduït com "Muntanyes portadores de pols" en khmer, son una serralada que constitueix la frontera natural entre Cambodja i Tailàndia.

## Geografia
Tot i la seva llargada, la serralada del Dângrêk és un sistema muntanyós relativament baix en alçada, essent la mitjana d'elevació dels cims al voltant dels 500 metres. El pic més alt és el del Phu Khi Suk (tailandès: ภูขี้สุข), amb 753 metres, situat a la punta oriental, a l'àrea del Chong Bok (603 m), on conflueixen les fronteres de Tailàndia, Laos i Cambodja. Els altres cims són el Phu Khok Yai (693 m), el Phu Chep Thong (692 m), el Phu Tangok (689 m), el Phalan Sun (670 m), el Phanom Ai Nak (638 m), el Phanom Thaban (582 m) i el Khao Banthat (เขาบรรทัด), de 374 metres d'alçada, i situat al sector occidental.
Les muntanyes de la serralada s'estenen en direcció est-oest, formant el punt meridional de l'altiplà de Khorat. S'estenen a 320 km del riu Mekong, fins a coincidir amb les terres altes de les muntanyes de Sankamphaeng, a Tailàndia.
La cara nord de la serra de les Dângrêk és de pendent suau, mentre que a la part sud són més escarpades, dominant la plana del nord de Cambodja. La conca situada al llarg de l'escarpa, en general, delimita les fronteres entre Tailàndia i Cambodja, tot i que hi ha excepcions. La principal carretera que connecta els dos països en aquesta zona talla per un pas situat a O Smach. Hi ha una petita divisió administrativa (Amphoe) de Tailàndia, a la província de Surin, el districte de Phanom Dong Rak, que porta el nom de les muntanyes.
Les muntanyes estan formades, principalment, per gres amb pissarra i llim. També hi ha alguns turons basàltics com el Dong Chan Yai (293 m) o el Dong Chan Noi (290 m), situats al secor septentrional de les muntanyes, a la província d'Ubon Ratchathani.